# Missió tripulada a un asteroide
La Missió tripulada a un asteroide és un dels objectius a llarg termini de l'exploració espacial. Els principals objectius de la missió són els asteroides propers a la Terra.
El 15 d'abril de 2010, el president nord-americà Barack Obama va anunciar que les missions tripulades a asteroides són ara una de les principals àrees del programa espacial dels Estats Units fins a l'any 2025. També va dir que el programa pot servir de trampolí per a un vol tripulat a Mart a mitjan dècada de 2030.
Per dur a terme aquests tipus de missions en les naus espacials de la NASA desenvolupats per l'Orion i l'SLS.

## Valor
La missió als asteroides tenen els següents valors importants:
- L'estudi de la formació i de la història del sistema solar
- La prevenció de caigudes als asteroides de la Terra
- L'estudi dels recursos naturals amb vista al seu desenvolupament
- L'estudi del comportament del cos humà durant el vol espacial

## Programa NEEMO
Per entrenar els astronautes a les dificultats que hi ha a la superfície de l'asteroide, la NASA ha desenvolupat i posat en marxa el programa NEEMO (NASA Extreme Environment Mission Operations). Ajudarà a estudiar les reaccions de comportament i la gent de a condicions similars a les que els esperen en els asteroides.